# 이승용 (1905년)
이승용(李承用, 1905년 2월 18일 ~ 1975년 7월 27일)은 일제강점기와 대한민국의 교육자이다. 1956년부터 1960년 경기도양주군교육청(경기도동두천양주교육지원청의 전신)의 교육감을 역임하였다. 본관은 전주이고 호는 벽원(碧圓)이다. 양녕대군 제의 15대손이다. 경기도 양주군 양주면 출신.
일제강점기 당시 회천초등학교의 교사 확충 증축과 덕정초등학교에 강습과를 설치하고, 교사를 초빙하는데 노력하였다. 1952년 석촌국민학교 교장, 1967년부터는 유양초의 교장이었다. 양주군 지역의 학교 교장으로 재직 중에는 교가들을 손수 작사작곡하였고, 해방 후에는 일본으로 탈출하는 일본인 피난민들에게 인도적 차원의 피난, 은신처를 제공하였다. 양주군의 장학사를 거쳐 1956년에는 양주교육감에 무소속으로 입후보, 출마하여 당선되었다.

## 경력
양주군 양주면 출신으로, 선대의 고향은 광적면 우고리이다.
1928년 양주군 유양공립보통학교(유양초등학교의 전신)의 훈도였다. 1929년 양주공립보통학교(의정부중앙초등학교의 전신)의 훈도로 부임했다가, 1933년 회천공립보통학교 훈도로 부임하였다.
1938년 3월 당시 회천공립보통학교의 교사였다. 1937년 가을 교장인 팔환정길과 함께 회천공립소학교 교사동 증축기성회를 조직하고, 교사증축비 천원을 마련하여 1938년 당시 회천공립소학교 교사동 4학급을 증축하였다. 1938년 5월에는 양주군 회천면에 있는 덕정심상소학교(덕정초등학교의 전신)의 교사였다. 당시 덕정심상소학교에는 일본인 팔환 교장과 그가 유일한 교직원이었고, 학부형에게 자녀 교육의 필요성을 역설하였다. 학부형들을 설득하여 상급학교 진학반인 강습과를 설치, 일본의 덕천학원에서 교편을 잡던 이성호를 교사로 초빙하는데 노력하였다. 1940년 다시 회천심상소학교로 전근 발령되었다.
일본 패전 직전에 가납소학교(가납초등학교의 전신)의 교장으로 부임하였다. 1945년 8월 10일 일본의 패전 직후, 일본으로 떠나거나 쫓겨가는 일본인 피난민들의 대피 요청을 인도적 차원에서 허락, 지원하여 학교 등에 유숙하게 하였다.
1946년 이후 다시 유양공립소학교로 부임했다가 경기도 양주군청 학무과의 장학사로 재직하였다. 1952년 양주 석촌국민학교 교장으로 부임하였다. 지방자치제도가 확대되면서 교육 자치제가 실시되자, 1956년 주변 제자, 지인들의 권고로 양주군 교육감 선거에 무소속으로 입후보, 출마하여 당선되었다. 그해 11월 양주군교육감으로 취임하였다. 그는 양주군과 주변 지역의 초등학교 교장으로 재직하면서 교가들을 직접 작곡하였다. 그밖에도 양주 지역에 관련된 노래를 몇편 작곡했다 한다.
교육감 퇴임 후 1960년 2월 1일 녹조근정훈장을 수여받았다.
1967년 3월 1일 유양국민학교 교장으로 부임, 1971년 2월 28일 퇴임하였다.

## 가족 관계
- 아버지 이효선(李孝善, ? ~ 1945년 8월 19일)
- 부인 : 전의이씨 이계순(全義李氏 李癸順, 1904년 1월 26일 ~ 1967년 12월 13일)
  - 2남 4녀

## 기타
양주군의 군가 양주의 노래의 작사자이다.

## 같이 보기
- 양주군교육청
- 이승만
- 양녕대군
- 장평도정
- 동두천양주교육지원청